# Mnium distichum
Mnium distichum là một loài Rêu trong họ Mniaceae. Loài này được (Sw.) Müll. Hal. mô tả khoa học đầu tiên năm 1848.